# Temporada de tennis 2021
Selecció dels principals esdeveniments tennístics de l'any 2021 en categoria masculina, femenina i per equips.

## Federació Internacional de Tennis

### Grand Slams
Open d'Austràlia
| Categoria          | Campions/es                   | Finalistes                            | Resultat      |
| ------------------ | ----------------------------- | ------------------------------------- | ------------- |
| Individual masculí | Novak Đoković                 | Daniïl Medvédev                       | 7−5, 6−2, 6−2 |
| Individual femení  | Naomi Osaka                   | Jennifer Brady                        | 6−4, 6−3      |
| Dobles masculins   | Ivan Dodig Filip Polášek      | Rajeev Ram Joe Salisbury              | 6−3, 6−4      |
| Dobles femenins    | Elise Mertens Arina Sabalenka | Barbora Krejčíková Kateřina Siniaková | 6−2, 6−3      |
| Dobles mixts       | Barbora Krejčíková Rajeev Ram | Samantha Stosur Matthew Ebden         | 6−1, 6−4      |

Roland Garros
| Categoria          | Campions/es                           | Finalistes                        | Resultat                   |
| ------------------ | ------------------------------------- | --------------------------------- | -------------------------- |
| Individual masculí | Novak Đoković                         | Stéfanos Tsitsipàs                | 6−7(6), 2−6, 6−3, 6−2, 6−4 |
| Individual femení  | Barbora Krejčíková                    | Anastassia Pavliutxénkova         | 6−1, 2−6, 6−4              |
| Dobles masculins   | Pierre-Hugues Herbert Nicolas Mahut   | Alexander Bublik Andrey Golubev   | 4−6, 7−6(1), 6−4           |
| Dobles femenins    | Barbora Krejčíková Kateřina Siniaková | Bethanie Mattek-Sands Iga Świątek | 6−4, 6−2                   |
| Dobles mixts       | Desirae Krawczyk Joe Salisbury        | Ielena Vesninà Aslan Karatsev     | 2−6, 6−4, [10−5]           |

Wimbledon
| Categoria          | Campions/es                   | Finalistes                          | Resultat              |
| ------------------ | ----------------------------- | ----------------------------------- | --------------------- |
| Individual masculí | Novak Đoković                 | Matteo Berrettini                   | 6−7(4), 6−4, 6−4, 6−3 |
| Individual femení  | Ashleigh Barty                | Karolína Plísková                   | 6−3, 6−7(4), 6−3      |
| Dobles masculins   | Nikola Mektić Mate Pavić      | Marcel Granollers Horacio Zeballos  | 6−4, 7−6(5), 2−6, 7−5 |
| Dobles femenins    | Hsieh Su-wei Elise Mertens    | Veronika Kudermétova Ielena Vesninà | 3−6, 7−5, 9−7         |
| Dobles mixts       | Desirae Krawczyk Neal Skupski | Harriet Dart Joe Salisbury          | 6−2, 7−6(1)           |

US Open
| Categoria          | Campions/es                    | Finalistes                     | Resultat      |
| ------------------ | ------------------------------ | ------------------------------ | ------------- |
| Individual masculí | Daniïl Medvédev                | Novak Đoković                  | 6−4, 6−4, 6−4 |
| Individual femení  | Emma Raducanu                  | Leylah Annie Fernandez         | 6−4, 6−3      |
| Dobles masculins   | Rajeev Ram Joe Salisbury       | Jamie Murray Bruno Soares      | 3−6, 6−2, 6−2 |
| Dobles femenins    | Samantha Stosur Zhang Shuai    | Coco Gauff Caty McNally        | 6−3, 3−6, 6−3 |
| Dobles mixts       | Desirae Krawczyk Joe Salisbury | Giuliana Olmos Marcelo Arévalo | 7−5, 6−2      |

### Jocs Olímpics
L'esdeveniment de 2020 es va ajornar a causa de la pandèmia de COVID-19 i es va celebrar dins la temporada 2021.
| Esdeveniment       | Final                                 | Final                            | Final                | Final de consolació          | Final de consolació                 | Final de consolació |
| ------------------ | ------------------------------------- | -------------------------------- | -------------------- | ---------------------------- | ----------------------------------- | ------------------- |
| Esdeveniment       | Or                                    | Argent                           | Resultat             | Bronze                       | 4t lloc                             | Resultat            |
| Individual masculí | Alexander Zverev                      | Karén Khatxànov                  | 6−3, 6−1             | Pablo Carreño Busta          | Novak Đoković                       | 6−4, 6−7(6), 6−3    |
| Individual femení  | Belinda Bencic                        | Markéta Vondroušová              | 7−5, 2−6, 6−3        | Elina Svitòlina              | Ielena Ribàkina                     | 1−6, 7−6(5), 6−4    |
| Dobles masculins   | Nikola Mektić Mate Pavić              | Marin Čilić Ivan Dodig           | 6−4, 3−6, [10−6]     | Marcus Daniell Michael Venus | Austin Krajicek Tennys Sandgren     | 7−6(3), 6−2         |
| Dobles femenins    | Barbora Krejčíková Kateřina Siniaková | Belinda Bencic Viktorija Golubic | 7−5, 6−1             | Laura Pigossi Luisa Stefani  | Veronika Kudermétova Ielena Vesninà | 4−6, 6−4, [11−9]    |
| Dobles mixts       | A. Pavliutxénkova Andrei Rubliov      | Ielena Vesninà Aslan Karatsev    | 6−3, 6−7(5), [13−11] | Ashleigh Barty John Peers    | Nina Stojanović Novak Đoković       | Renúncia            |

### Davis Cup
L'edició de 2020 es va ajornar a causa de la pandèmia de COVID-19 i va continuar la seva celebració durant l'any 2021, provocant la cancel·lació de l'edició de 2021.

#### Fase de grups
| Grup | Primer     | Primer | Primer | Primer | Segon     | Segon | Segon | Segon | Tercer       | Tercer | Tercer | Tercer |
| Grup | País       | E      | P      | S      | País      | E     | P     | S     | País         | E      | P      | S      |
| ---- | ---------- | ------ | ------ | ------ | --------- | ----- | ----- | ----- | ------------ | ------ | ------ | ------ |
| A    | Rússia     | 2−0    | 5−1    | 12−5   | Espanya   | 1−1   | 4−2   | 9−8   | Equador      | 0−2    | 0−6    | 4−12   |
| B    | Kazakhstan | 2−0    | 5−1    | 10−5   | Suècia    | 1−1   | 4−2   | 9−4   | Canadà       | 0−2    | 0−6    | 2−12   |
| C    | Regne Unit | 2−0    | 4−2    | 8−5    | França    | 1−1   | 3−3   | 6−8   | Txèquia      | 0−2    | 2−4    | 7−8    |
| D    | Croàcia    | 2−0    | 5−1    | 11−3   | Austràlia | 1−1   | 2−4   | 5−10  | Hongria      | 0−2    | 2−4    | 6−10   |
| E    | Itàlia     | 2−0    | 4−2    | 9−5    | Colòmbia  | 1−1   | 3−3   | 6−8   | Estats Units | 0−2    | 2−4    | 5−7    |
| F    | Alemanya   | 2−0    | 4−2    | 8−5    | Sèrbia    | 1−1   | 4−2   | 9−6   | Àustria      | 0−2    | 1−5    | 4−10   |

#### Quadre
|  | Quarts de final           | Quarts de final       | Quarts de final |                       |            | Semifinals | Semifinals            | Semifinals |  |    | Final  | Final | Final |
|  |                           |                       |                 |                       |            |            |                       |            |  |    |        |       |       |
|  | 2 de desembre, Madrid     |                       |                 |                       |            |            |                       |            |  |    |        |       |       |
|  | 12                        | Rússia                | 2               |                       |            |            |                       |            |  |    |        |       |       |
|  | 12                        | Rússia                | 2               | 4 de desembre de 2021 |            |            |                       |            |  |    |        |       |       |
|  | 13                        | Suècia                | 0               |                       |            |            |                       |            |  |    |        |       |       |
|  | 13                        | Suècia                | 0               |                       | 12         | Rússia     | 2                     |            |  |    |        |       |       |
|  | 30 de novembre, Innsbruck |                       |                 |                       | 12         | Rússia     | 2                     |            |  |    |        |       |       |
|  |                           | 7                     | Alemanya        | 1                     |            |            |                       |            |  |    |        |       |       |
|  | 9                         | 7                     | Alemanya        | 1                     | Regne Unit | 1          |                       |            |  |    |        |       |       |
|  | 9                         |                       |                 |                       | Regne Unit | 1          | 5 de desembre de 2021 |            |  |    |        |       |       |
|  | 7                         | Alemanya              | 2               |                       |            |            |                       |            |  |    |        |       |       |
|  | 7                         | Alemanya              | 2               |                       |            |            |                       |            |  | 12 | Rússia | 2     |       |
|  | 29 de novembre, Torí      |                       |                 |                       |            |            |                       |            |  | 12 | Rússia | 2     |       |
|  |                           | 4                     | Croàcia         | 0                     |            |            |                       |            |  |    |        |       |       |
|  | 8                         | 4                     | Croàcia         | 0                     | Itàlia     | 1          |                       |            |  |    |        |       |       |
|  | 8                         | 3 de desembre de 2021 |                 |                       | Itàlia     | 1          |                       |            |  |    |        |       |       |
|  | 4                         | Croàcia               | 2               |                       |            |            |                       |            |  |    |        |       |       |
|  | 4                         | Croàcia               | 2               |                       | 4          | Croàcia    | 2                     |            |  |    |        |       |       |
|  | 1 de desembre, Madrid     |                       |                 |                       | 4          | Croàcia    | 2                     |            |  |    |        |       |       |
|  |                           | 6                     | Sèrbia          | 1                     |            |            |                       |            |  |    |        |       |       |
|  | 6                         | 6                     | Sèrbia          | 1                     | Sèrbia     | 2          |                       |            |  |    |        |       |       |
|  | 6                         |                       |                 |                       | Sèrbia     | 2          |                       |            |  |    |        |       |       |
|  | 11                        | Kazakhstan            | 1               |                       |            |            |                       |            |  |    |        |       |       |

#### Final
| · Rússia · 2 | Madrid Arena, Madrid, Espanya 5 de desembre de 2021 Dura interior | Madrid Arena, Madrid, Espanya 5 de desembre de 2021 Dura interior | · Croàcia · 0 |      |   |             |
| \| \| [2] \| \| 1 \| 2 \| 3 \| \| \| - \| ---------------- \| ---------------------------------------------------------- \| ---- \| ---- \| - \| ----------- \| \| 1 \| Rússia · Croàcia \| Andrei Rubliov Borna Gojo \| 6 4 \| 7 6⁵ \| \| \| \| 2 \| Rússia · Croàcia \| Daniïl Medvédev Marin Čilić \| 7 67 \| 6 2 \| \| \| \| 3 \| Rússia · Croàcia \| Aslan Karatsev / Andrei Rubliov Nikola Mektić / Mate Pavić \| \| \| \| no disputat \| |                                                                   |                                                                   |               |      |   |             |
| | [ 2 ]                                                             |                                                                   | 1             | 2    | 3 |             |
| 1 | Rússia · Croàcia                                                  | Andrei Rubliov Borna Gojo                                         | 6 4           | 7 6⁵ |   |             |
| 2 | Rússia · Croàcia                                                  | Daniïl Medvédev Marin Čilić                                       | 7 67          | 6 2  |   |             |
| 3 | Rússia · Croàcia                                                  | Aslan Karatsev / Andrei Rubliov Nikola Mektić / Mate Pavić        |               |      |   | no disputat |

| Davis Cup 2020-21     |
| --------------------- |
| Rússia · Tercer títol |

### Billie Jean King Cup
L'edició de 2020 es va ajornar a causa de la pandèmia de COVID-19 i va continuar la seva celebració durant l'any 2021, provocant la cancel·lació de l'edició de 2021.

#### Fase grups
| Grup | Primer       | Primer | Primer | Primer | Segon      | Segon | Segon | Segon | Tercer   | Tercer | Tercer | Tercer |
| Grup | País         | E      | P      | S      | País       | E     | P     | S     | País     | E      | P      | S      |
| ---- | ------------ | ------ | ------ | ------ | ---------- | ----- | ----- | ----- | -------- | ------ | ------ | ------ |
| A    | Rússia       | 2−0    | 5−1    | 11−4   | Canadà     | 1−1   | 2−4   | 5−9   | França   | 0−2    | 2−4    | 6−9    |
| B    | Austràlia    | 2−0    | 4−2    | 8−7    | Bèlgica    | 1−1   | 3−3   | 8−7   | Belarús  | 0−2    | 2−4    | 6−8    |
| C    | Estats Units | 1−1    | 3−3    | 7−6    | Eslovàquia | 1−1   | 3−3   | 8−8   | Espanya  | 1−1    | 3−3    | 7−8    |
| D    | Suïssa       | 2−0    | 5−1    | 10−3   | Txèquia    | 1−1   | 3−3   | 7−7   | Alemanya | 0−2    | 1−5    | 4−11   |

#### Fase final
|  | Semifinals 5 de novembre | Semifinals 5 de novembre | Semifinals 5 de novembre |   |   | Final 6 de novembre | Final 6 de novembre | Final 6 de novembre |  |  |  |  |  |
|  |                          |                          |                          |   |   |                     |                     |                     |  |  |  |  |  |
|  |                          |                          |                          |   |   |                     |                     |                     |  |  |  |  |  |
|  |                          | Rússia                   | 2                        |   |   |                     |                     |                     |  |  |  |  |  |
|  |                          | Rússia                   | 2                        |   |   |                     |                     |                     |  |  |  |  |  |
|  | 3                        | Estats Units             | 1                        |   |   |                     |                     |                     |  |  |  |  |  |
|  | 3                        | Estats Units             | 1                        |   |   | Rússia              | 2                   |                     |  |  |  |  |  |
|  |                          |                          |                          |   |   | Rússia              | 2                   |                     |  |  |  |  |  |
|  |                          |                          | Suïssa                   | 0 |   |                     |                     |                     |  |  |  |  |  |
|  | 2                        | Austràlia                | Suïssa                   | 0 | 0 |                     |                     |                     |  |  |  |  |  |
|  | 2                        | Austràlia                |                          |   |   |                     |                     |                     |  |  |  |  |  |
|  |                          | Suïssa                   | 2                        |   |   |                     |                     |                     |  |  |  |  |  |

#### Final
| · Rússia · 2 | O₂ Arena, Praga, Txèquia 6 de novembre de 2021 Dura interior | O₂ Arena, Praga, Txèquia 6 de novembre de 2021 Dura interior                 | · Suïssa · 0 |     |     |             |
| \| \| \| \| 1 \| 2 \| 3 \| \| \| - \| --------------- \| ---------------------------------------------------------------------------- \| --- \| --- \| --- \| ----------- \| \| 1 \| Rússia · Suïssa \| Dària Kassàtkina Jil Teichmann \| 6 2 \| 6 4 \| \| \| \| 2 \| Rússia · Suïssa \| Liudmila Samsonova Belinda Bencic \| 3 6 \| 6 3 \| 6 4 \| \| \| 3 \| Rússia · Suïssa \| Ekaterina Alexandrova / Dària Kassàtkina Viktorija Golubic / Stefanie Vögele \| \| \| \| no disputat \| |                                                              |                                                                              |              |     |     |             |
| |                                                              |                                                                              | 1            | 2   | 3   |             |
| 1 | Rússia · Suïssa                                              | Dària Kassàtkina Jil Teichmann                                               | 6 2          | 6 4 |     |             |
| 2 | Rússia · Suïssa                                              | Liudmila Samsonova Belinda Bencic                                            | 3 6          | 6 3 | 6 4 |             |
| 3 | Rússia · Suïssa                                              | Ekaterina Alexandrova / Dària Kassàtkina Viktorija Golubic / Stefanie Vögele |              |     |     | no disputat |

| Billie Jean King Cup 2020-21 |
| ---------------------------- |
| Rússia · Cinquè títol        |

## ATP Tour

### ATP Cup

#### Quadre
|  | Semifinals 5 de febrer de 2021 | Semifinals 5 de febrer de 2021 | Semifinals 5 de febrer de 2021 |   |        | Final 6 de febrer de 2021 | Final 6 de febrer de 2021 | Final 6 de febrer de 2021 |  |  |  |  |
|  |                                |                                |                                |   |        |                           |                           |                           |  |  |  |  |
|  |                                |                                |                                |   |        |                           |                           |                           |  |  |  |  |
|  | 6                              | Alemanya                       | 1                              |   |        |                           |                           |                           |  |  |  |  |
|  | 6                              | Alemanya                       | 1                              |   |        |                           |                           |                           |  |  |  |  |
|  | 4                              | Rússia                         | 2                              |   |        |                           |                           |                           |  |  |  |  |
|  | 4                              | Rússia                         | 2                              |   | 4      | Rússia                    | 2                         |                           |  |  |  |  |
|  |                                |                                |                                |   | 4      | Rússia                    | 2                         |                           |  |  |  |  |
|  |                                | 8                              | Itàlia                         | 0 |        |                           |                           |                           |  |  |  |  |
|  | 8                              | 8                              | Itàlia                         | 0 | Itàlia | 3                         |                           |                           |  |  |  |  |
|  | 8                              |                                |                                |   |        |                           |                           |                           |  |  |  |  |
|  | 2                              | Espanya                        | 0                              |   |        |                           |                           |                           |  |  |  |  |

#### Final
| · Rússia · 2 | Melbourne 7 de febrer de 2021 | Melbourne 7 de febrer de 2021                                       | · Itàlia · 0 |     |   |             |
| \| \| \| \| 1 \| 2 \| 3 \| \| \| - \| --------------- \| ------------------------------------------------------------------- \| --- \| --- \| - \| ----------- \| \| 1 \| Rússia · Itàlia \| Andrei Rubliov Fabio Fognini \| 6 1 \| 6 2 \| \| \| \| 2 \| Rússia · Itàlia \| Daniïl Medvédev Matteo Berrettini \| 6 4 \| 6 2 \| \| \| \| 3 \| Rússia · Itàlia \| Ievgueni Donskoi / Aslan Karatsev Simone Bolelli / Andrea Vavassori \| \| \| \| no disputat \| |                               |                                                                     |              |     |   |             |
| |                               |                                                                     | 1            | 2   | 3 |             |
| 1 | Rússia · Itàlia               | Andrei Rubliov Fabio Fognini                                        | 6 1          | 6 2 |   |             |
| 2 | Rússia · Itàlia               | Daniïl Medvédev Matteo Berrettini                                   | 6 4          | 6 2 |   |             |
| 3 | Rússia · Itàlia               | Ievgueni Donskoi / Aslan Karatsev Simone Bolelli / Andrea Vavassori |              |     |   | no disputat |

| ATP Cup 2021          |
| --------------------- |
| Rússia · Primer títol |

### ATP Finals
- Classificats individual:  Novak Đoković,  Daniïl Medvédev,  Alexander Zverev,  Stéfanos Tsitsipàs,  Andrei Rubliov,  Matteo Berrettini,  Hubert Hurkacz,  Casper Ruud
- Classificats dobles:  Nikola Mektić/  Mate Pavić,  Rajeev Ram /  Joe Salisbury,  Pierre-Hugues Herbert /  Nicolas Mahut,  Marcel Granollers /  Horacio Zeballos,  Juan Sebastián Cabal /  Robert Farah,  Ivan Dodig /  Filip Polášek,  Jamie Murray /  Bruno Soares,  Kevin Krawietz /  Horia Tecău

| Categoria  | Campions                            | Finalistes               | Resultat    |
| ---------- | ----------------------------------- | ------------------------ | ----------- |
| Individual | Alexander Zverev                    | Daniïl Medvédev          | 6−4, 6−4    |
| Dobles     | Pierre-Hugues Herbert Nicolas Mahut | Rajeev Ram Joe Salisbury | 6−4, 7−6(0) |

### Next Gen ATP Finals
- Classificats individual:  Jannik Sinner,  Félix Auger-Aliassime,  Carlos Alcaraz,  Sebastian Korda,  Jenson Brooksby,  Lorenzo Musetti,  Brandon Nakashima,  Juan Manuel Cerúndolo,  Sebastián Báez,  Holger Rune,  Hugo Gaston

| Categoria  | Campions       | Finalistes      | Resultat         |
| ---------- | -------------- | --------------- | ---------------- |
| Individual | Carlos Alcaraz | Sebastian Korda | 4−3(5), 4−2, 4−2 |

### ATP Tour Masters 1000
| Torneig      | Individual                                        | Individual                                        | Individual                                        | Dobles                                            | Dobles                                            | Dobles                                            |
| Torneig      | Campió                                            | Finalista                                         | Resultat                                          | Campions                                          | Finalistes                                        | Resultat                                          |
| ------------ | ------------------------------------------------- | ------------------------------------------------- | ------------------------------------------------- | ------------------------------------------------- | ------------------------------------------------- | ------------------------------------------------- |
| Miami        | Hubert Hurkacz                                    | Jannik Sinner                                     | 7−6(4), 6−4                                       | Nikola Mektić Mate Pavić                          | Dan Evans Neal Skupski                            | 6−4, 6−4                                          |
| Montecarlo   | Stéfanos Tsitsipàs                                | Andrei Rubliov                                    | 6−3, 6−3                                          | Nikola Mektić Mate Pavić                          | Dan Evans Neal Skupski                            | 6−3, 4−6, [10−7]                                  |
| Madrid       | Alexander Zverev                                  | Matteo Berrettini                                 | 6−7(8), 6−4, 6−3                                  | Marcel Granollers Horacio Zeballos                | Nikola Mektić Mate Pavić                          | 1−6, 6−3, [10−8]                                  |
| Roma         | Rafael Nadal                                      | Novak Đoković                                     | 7−5, 1−6, 6−3                                     | Nikola Mektić Mate Pavić                          | Rajeev Ram Joe Salisbury                          | 6−4, 7−6(4)                                       |
| Toronto      | Daniïl Medvédev                                   | Reilly Opelka                                     | 6−4, 6−3                                          | Rajeev Ram Joe Salisbury                          | Nikola Mektić Mate Pavić                          | 6−3, 4−6, [10−3]                                  |
| Cincinnati   | Alexander Zverev                                  | Andrei Rubliov                                    | 6−2, 6−3                                          | Marcel Granollers Horacio Zeballos                | Steve Johnson Austin Krajicek                     | 7−6(5), 7−6(5)                                    |
| Xangai       | Torneig suspès a causa de la pandèmia de COVID-19 | Torneig suspès a causa de la pandèmia de COVID-19 | Torneig suspès a causa de la pandèmia de COVID-19 | Torneig suspès a causa de la pandèmia de COVID-19 | Torneig suspès a causa de la pandèmia de COVID-19 | Torneig suspès a causa de la pandèmia de COVID-19 |
| Indian Wells | Cameron Norrie                                    | Níkoloz Bassilaixvili                             | 3−6, 6−4, 6−1                                     | John Peers Filip Polášek                          | Aslan Karatsev Andrei Rubliov                     | 6−3, 7−6(5)                                       |
| París        | Novak Đoković                                     | Daniïl Medvédev                                   | 4−6, 6−3, 6−3                                     | Tim Pütz Michael Venus                            | Pierre-Hugues Herbert Nicolas Mahut               | 6−3, 6−7(4), [11−9]                               |

## WTA Tour

### WTA Finals
- Classificats individuals:  Arina Sabalenka,  Barbora Krejčíková,  Karolína Plísková,  Maria Sakkari,  Iga Świątek,  Garbiñe Muguruza,  Paula Badosa,  Anett Kontaveit
- Classificats dobles:  Barbora Krejčíková /  Kateřina Siniaková,  Shuko Aoyama /  Ena Shibahara,  Hsieh Su-wei /  Elise Mertens,  Nicole Melichar-Martinez /  Demi Schuurs,  Samantha Stosur /  Zhang Shuai,  Alexa Guarachi /  Desirae Krawczyk,  Darija Jurak /  Andreja Klepač,  Sharon Fichman /  Giuliana Olmos

| Categoria  | Campiones                             | Finalistes                 | Resultat |
| ---------- | ------------------------------------- | -------------------------- | -------- |
| Individual | Garbiñe Muguruza                      | Anett Kontaveit            | 6−3, 7−5 |
| Dobles     | Barbora Krejčíková Kateřina Siniaková | Hsieh Su-wei Elise Mertens | 6−3, 6−4 |

### WTA Elite Trophy
Torneig suspès a causa de la pandèmia de COVID-19

### WTA 1000 Tournaments
| Torneig      | Individual                                           | Individual                                           | Individual                                           | Dobles                                               | Dobles                                               | Dobles                                               |
| Torneig      | Campiona                                             | Finalista                                            | Resultat                                             | Campiones                                            | Finalistes                                           | Resultat                                             |
| ------------ | ---------------------------------------------------- | ---------------------------------------------------- | ---------------------------------------------------- | ---------------------------------------------------- | ---------------------------------------------------- | ---------------------------------------------------- |
| Dubai        | Garbiñe Muguruza                                     | Barbora Krejčíková                                   | 7−6(6), 6−3                                          | Alexa Guarachi Darija Jurak                          | Xu Yifan Yang Zhaoxuan                               | 6−0, 6−3                                             |
| Miami        | Ashleigh Barty                                       | Bianca Andreescu                                     | 6−3, 4−0, retirada                                   | Shuko Aoyama Ena Shibahara                           | Hayley Carter Luisa Stefani                          | 6−2, 7−5                                             |
| Madrid       | Arina Sabalenka                                      | Ashleigh Barty                                       | 6−0, 3−6, 6−4                                        | Barbora Krejčíková Kateřina Siniaková                | Gabriela Dabrowski Demi Schuurs                      | 6−4, 6−3                                             |
| Roma         | Iga Świątek                                          | Karolína Plísková                                    | 6−0, 6−0                                             | Sharon Fichman Giuliana Olmos                        | Kristina Mladenovic Markéta Vondroušová              | 4−6, 7−5, [10−5]                                     |
| Mont-real    | Camila Giorgi                                        | Karolína Plísková                                    | 6−3, 7−5                                             | Gabriela Dabrowski Luisa Stefani                     | Darija Jurak Andreja Klepač                          | 6−3, 6−4                                             |
| Cincinnati   | Ashleigh Barty                                       | Jil Teichmann                                        | 6−3, 6−1                                             | Samantha Stosur Zhang Shuai                          | Gabriela Dabrowski Luisa Stefani                     | 7−5, 6−3                                             |
| Wuhan        | Torneigs suspesos a causa de la pandèmia de COVID-19 | Torneigs suspesos a causa de la pandèmia de COVID-19 | Torneigs suspesos a causa de la pandèmia de COVID-19 | Torneigs suspesos a causa de la pandèmia de COVID-19 | Torneigs suspesos a causa de la pandèmia de COVID-19 | Torneigs suspesos a causa de la pandèmia de COVID-19 |
| Pequín       | Torneigs suspesos a causa de la pandèmia de COVID-19 | Torneigs suspesos a causa de la pandèmia de COVID-19 | Torneigs suspesos a causa de la pandèmia de COVID-19 | Torneigs suspesos a causa de la pandèmia de COVID-19 | Torneigs suspesos a causa de la pandèmia de COVID-19 | Torneigs suspesos a causa de la pandèmia de COVID-19 |
| Indian Wells | Paula Badosa                                         | Viktória Azàrenka                                    | 7−6(5), 2−6, 7−6(2)                                  | Hsieh Su-wei Elise Mertens                           | Veronika Kudermétova Ielena Ribàkina                 | 7−6(1), 6−3                                          |